# 似内駅
似内駅（にたないえき）は、岩手県花巻市上似内にある、東日本旅客鉄道（JR東日本）釜石線の駅である。花巻市の郊外にある。

## 歴史
花巻市と釜石市を鉄道連絡することを目指して建設された岩手軽便鉄道により、その最初の開業区間の一部として1913年（大正2年）10月25日に開業した。当初は762ミリメートル特殊狭軌の軽便鉄道であった。1936年（昭和11年）8月1日に国有化され国鉄の駅となった後は国鉄標準の1,067ミリメートル軌間への改軌工事が進められた。これに際して、花巻 - 似内間は別ルートに切り替えられ、間に存在していた鳥谷ヶ崎駅が廃止となった。1943年（昭和18年）9月20日から1,067ミリメートル軌間での運行が開始されている。

### 年表
- 1913年（大正3年）10月25日：岩手軽便鉄道の駅として開業[5]。
- 1936年（昭和11年）8月1日：岩手軽便鉄道の国有化により国鉄釜石線の駅となる[2]。
- 1943年（昭和18年）9月20日：1,067ミリメートル軌間への改軌工事が完成[4]。
- 1944年（昭和19年）10月11日：国鉄釜石東線の開業に伴い、所属の路線名が釜石西線に変更となる[4]。
- 1950年（昭和25年）10月10日：国鉄釜石線の全通により、再び釜石線の駅となる[4]。
- 1961年（昭和36年）10月1日：貨物の取り扱いを廃止[6]。
- 1984年（昭和59年）2月1日：荷物の扱いを廃止[6]。
- 1987年（昭和62年）4月1日：国鉄分割民営化により、東日本旅客鉄道の駅となる[4]。
- 1993年（平成5年）10月1日：CTC化により無人化[3]。似内駅長が廃止され、花巻駅長管理下となる。
- 2017年（平成29年）4月1日：花巻駅の業務委託化に伴い、北上駅長管理下となる。
- 2023年（令和5年）5月27日：ICカード「Suica」の利用が可能となる[7][8]。
- 2024年（令和6年）10月1日：えきねっとQチケのサービスを開始[1][9]。

## 駅構造
島式ホーム1面2線の列車交換可能な地上駅で、北上駅管理の無人駅である。簡易Suica改札機が設置されている。駅舎側には留置線とホーム跡がある。

### のりば
| ホーム | 路線    | 方向 | 行先           |
| ------ | ------- | ---- | -------------- |
| 駅舎側 | ■釜石線 | 下り | 遠野・釜石方面 |
| 反対側 | ■釜石線 | 上り | 花巻方面       |

※案内上ののりば番号は割り当てられていない。

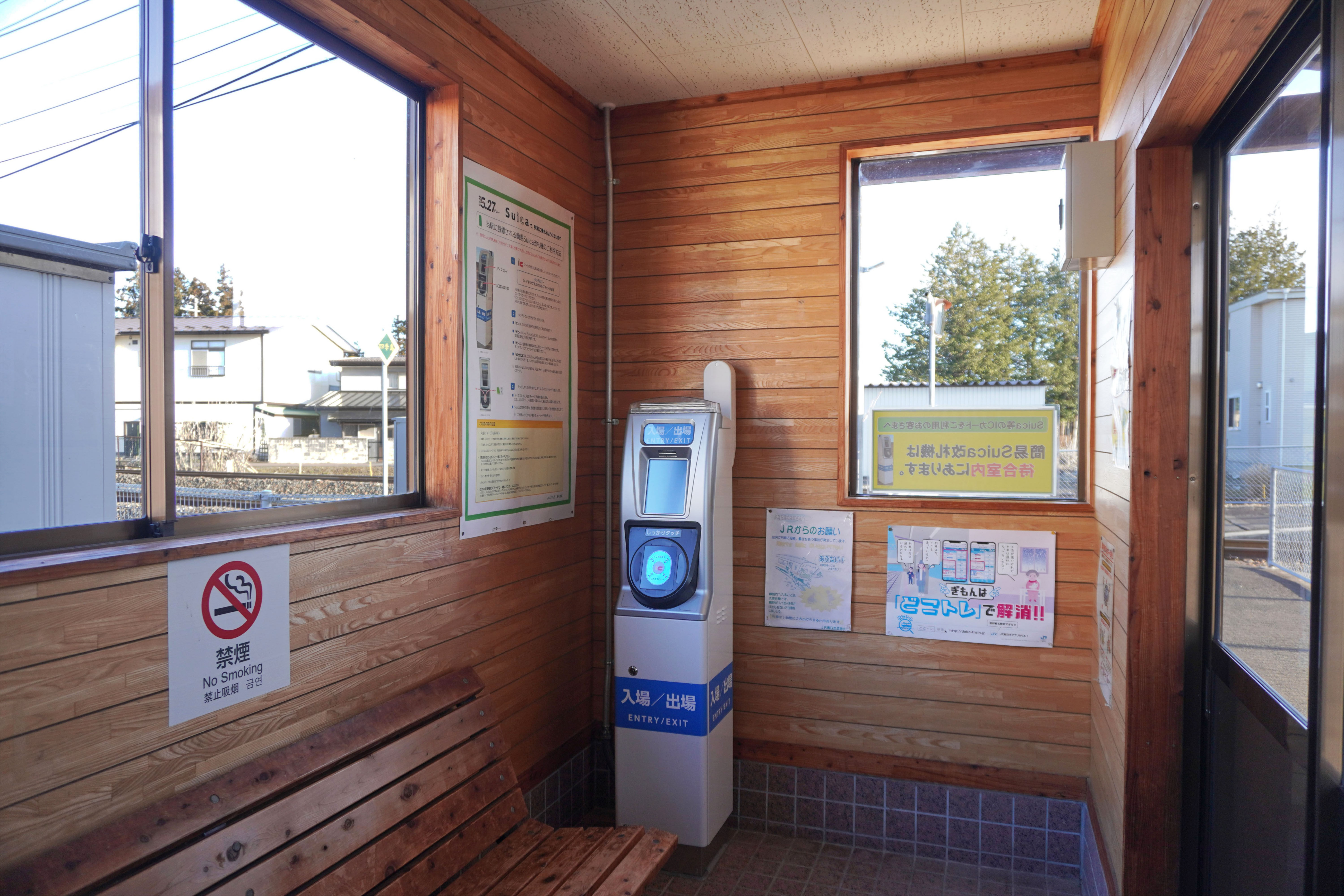
待合室（2024年3月）
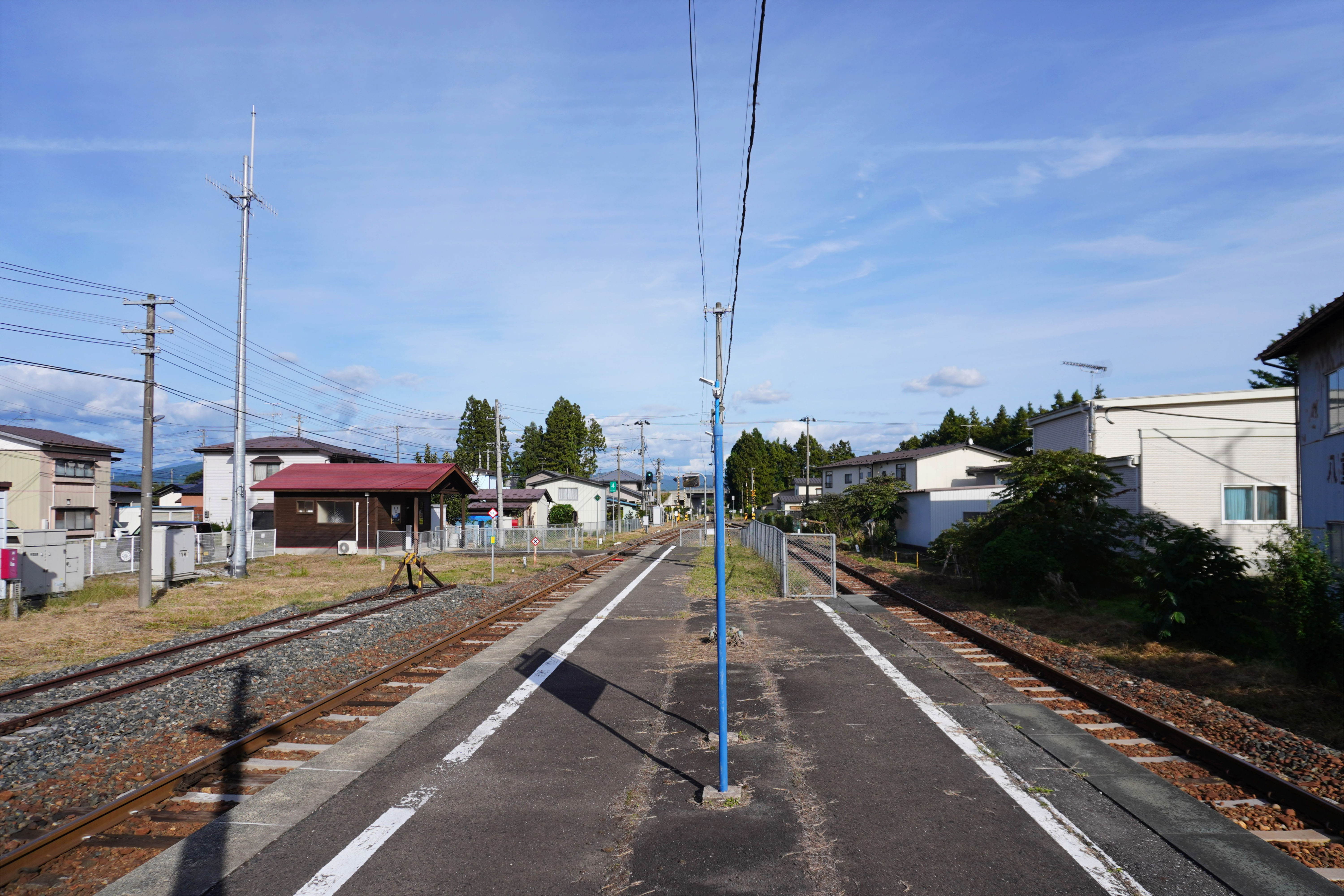
ホーム（2023年10月）
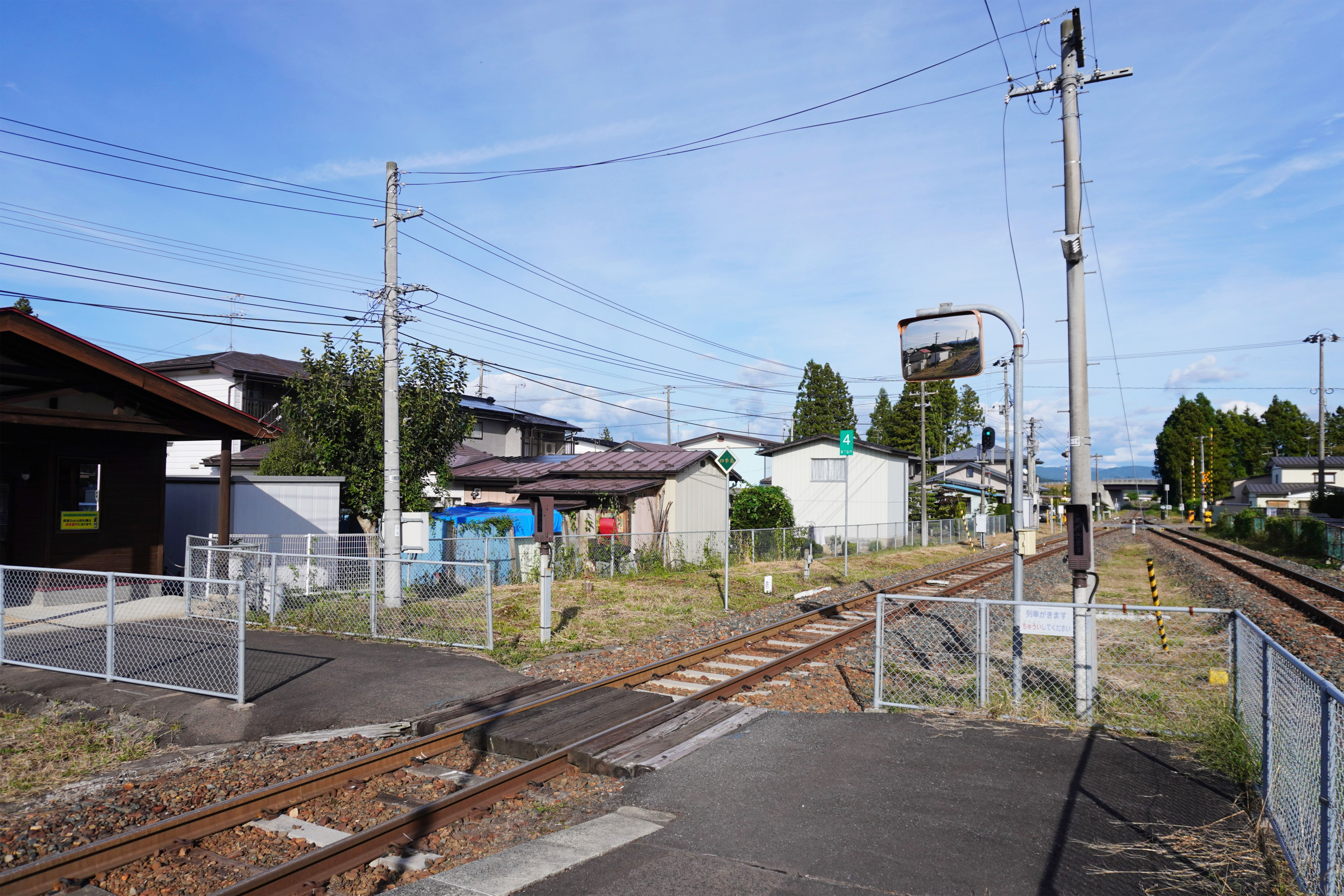
構内踏切（2023年10月）

## 駅周辺
- 花巻空港 - （2009年〈平成21年〉4月移転以降の）ターミナルビルまでの距離自体は東北本線の花巻空港駅よりも当駅の方が近い（約2.8キロメートル。花巻空港駅からの場合、約3.8キロメートルである）。ただし、釜石線での列車の運行本数自体が東北本線の半分以下しかない。当駅付近と空港間の路線バスについては、2025年4月1日に代替交通によって設定された[11]。
- 釜石自動車道 花巻空港インターチェンジ
- 国道4号
- 北上川
- 大迫花巻線「上似内」停留所

## その他
エスペラントによる、「La Marbordo（ラ・マールボルド：海岸）」という愛称がつけられている。これは、北上川の河岸が宮沢賢治により「イギリス海岸」と名づけられたことによる。

## 隣の駅
東日本旅客鉄道（JR東日本）
■釜石線
□快速「はまゆり」
通過
■普通
花巻駅 - 似内駅 - *矢沢駅 - 新花巻駅
*打消線は廃駅（矢沢駅廃止と同時に新花巻駅が開業）

### かつて存在した路線
日本国有鉄道（国鉄）
釜石線（旧線）
鳥谷ヶ崎駅 - 似内駅